# Tom Lanoye
Tom Lanoye (* 27. August 1958 in Sint-Niklaas) ist ein flämischer Romancier, Kabarettist, Kritiker, Dichter, Kolumnist, Verfasser von Drehbüchern und Theaterstücken und Unternehmer. Sein Name wird französisch ausgesprochen: /lɑnwa/.

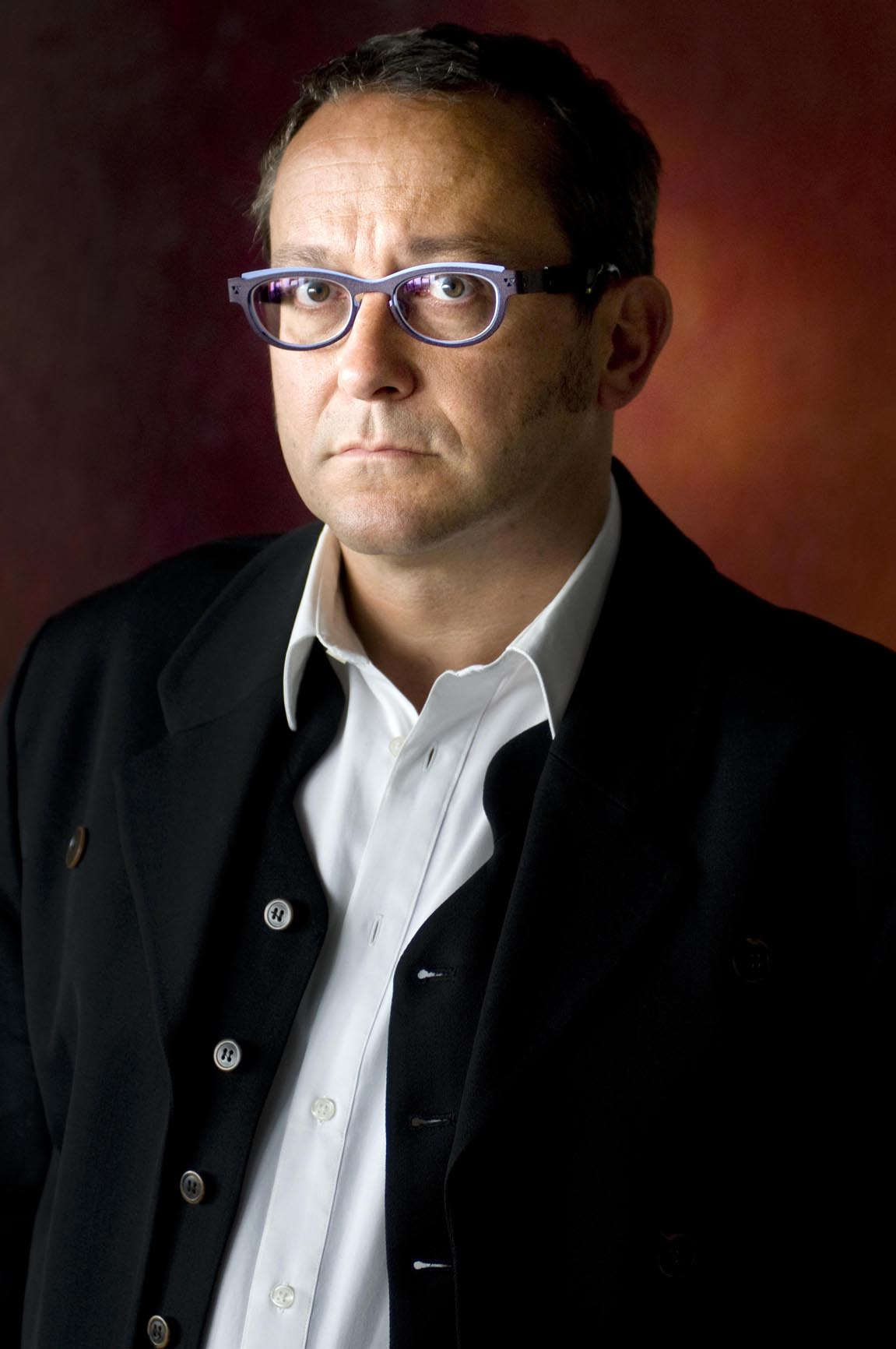
Tom Lanoye, 2008

## Leben
Lanoye wurde als jüngster Sohn eines Fleischers geboren. Er besuchte in Sint-Niklaas das Sint-Jozef-Klein-Seminarie, eine katholische Schule, die nur Jungen aufnahm. Danach studierte Lanoye Germanische Philologie an der Universität Gent. In der Studienzeit war er aktives Mitglied des liberalen, sprachliebenden Studentenbundes (TSG) 't Zal Wel Gaan. Seine Abschlussarbeit war der Lyrik Hans Warrens gewidmet.
1982 war Lanoye Herausgeber und Redakteur des Zeitschrift „'t Zwarte Gat“, von der nur vier Nummern erschienen. Bei der Stadtratswahl in Antwerpen im Jahr 2000 war Lanoye Scheinkandidat der alternativen Partei Agalev, um so den Kampf gegen den Flämischen Block zu unterstützen.
2003 wurde Lanoye zum ersten Stadtdichter von Antwerpen ernannt, der ersten flämischen Stadt, die dieses Ehrenamt einführte. Während seiner zweijährigen Amtszeit schrieb er 13 Gedichte und  Reden, die später in dem Band Stadsgedichten veröffentlicht wurden.
Lanoye ist auch Unternehmer, seine Firma heißt L.A.N.O.Y.E. nv.
In Belgien und den Niederlanden trat Tom Lanoye im Rundfunk und Fernsehen auf. Mit seinen Äußerungen erregt Lanoye öffentliche Aufmerksamkeit. Er bezeichnet sich als Atheisten.
Lanoye lebt in Antwerpen und Kapstadt (Südafrika). Seine literarischen Werke wurden in zehn Sprachen veröffentlicht beziehungsweise aufgeführt.

## Literarisches Schaffen
1981/82 bildete Tom Lanoye ein Duo mit James Bordello (= Peter Roose). Die beiden traten auf als „de Twee Laatste Grote Poëtische Beloften Van Net Voor De Derde Wereldoorlog“ (die beiden letzten großen vielversprechenden Nachwuchspoeten in der Zeit kurz vor dem Dritten Weltkrieg) auf. Sie gaben kleine Bändchen im Selbstverlag heraus und traten in Genter Studentenkneipen auf. Im Jahr darauf schaffte das Duo den Sprung zur Teilnahme an der Nacht der Poesie in Utrecht. Lanoye schrieb außerdem polemische Artikel für die Zeitschriften De Zwijger, Propria Cures und Humo.
1985 erschien sein Prosadebüt, der halb-autobiografische Roman Een slagerszoon met een brilletje (Metzgersohn mit schriller Brille). Ein Gastauftritt in der niederländischen TV-Talkshow von Sonja Barend brachte ihm noch im selben Jahr Bekanntheit. Andere Bücher sind Alles moet weg (1988, „Alles muss weg“), der melancholische Roman Kartonnen dozen (1991, „Pappschachteln“) sowie die Trilogie Het Goddelijke Monster („Das göttliche Monster“), Zwarte tranen („Schwarze Tränen“) und Boze tongen („Böse Zungen“), die vom Zerfall Belgiens handelt. Die Trilogie war die Grundlage einer zehnteiligen Fernsehserie, die im Herbst 2011 im ersten Sender des belgischen Fernsehens lief.
Außerhalb Belgiens fand Lanoye Beachtung als moderner Dramaturg und – gemeinsam mit Luk Perceval – als Koautor mit Ten Oorlog (Uraufführung 1997 in Gent), einem Stück, das unter dem Titel „Schlachten!“ als zwölfstündige Bühnenbearbeitung von acht Shakespeare-Dramen in Versen u. a. 1999 bei den Salzburger Festspielen aufgeführt und mehrfach ausgezeichnet wurde.
Lanoye entwickelte sich vom Enfant terrible zum  Schriftsteller, der sich „Texten und Schriften in jeder Form“ widmet, „sowohl Büchern, Zeitungen, Zeitschriften als auch anderen Druckarbeiten wie für Theateraufführungen, Kabarett- und Gesangsauftritte, dies alles in jeglicher Form und im weitesten Sinne des Wortes“. Er tritt regelmäßig mit literarischen Bühnenshows auf, bei denen es sich eher um Theatermonologe als um Lesungen handelt. Ein Bestseller unter seinen Bühnenstücken ist Het derde huwelijk („Die dritte Ehe“), neben den mehrfach im Ausland inszenierten Theaterstücken Fort Europa, Mamma Medea (frei nach Euripides), Mefisto for ever (frei nach Klaus Mann) und Atropa. De wraak van de vrede („Atropa. Die Rache des Friedens“, frei nach Euripides, Aischylos, George W. Bush, Donald Rumsfeld und Curzio Malaparte). Die letzten beiden Arbeiten bilden den Anfang und den Schluss von De triptiek van de macht („Triptychon der Macht“) des Regisseurs Guy Cassiers und wurden in dessen Inszenierung zum Festival d’Avignon eingeladen.
2007 wurde Lanoye mit seinem Roman Het derde huwelijk („Die dritte Ehe“) für De Gouden Uil und den Libris-Literaturpreis nominiert. Im gleichen Jahr gewann er in den Niederlanden die Gouden Ganzenveer für sein Œuvre und bekam die Ehrendoktorwürde der Universität Antwerpen verliehen.
Ende 2009 erschien sein Roman Sprakeloos („Sprachlos“), der vom Tod seiner Mutter – einer Amateurschauspielerin – handelt, die nach einem Schlaganfall die Sprache verliert. Sprakeloos lässt sich – achtzehn Jahre danach – als unerwartete Fortsetzung des ebenfalls autobiografischen Buchs Kartonnen dozen ('Pappschachteln') lesen. Der Roman landete 2010 auf den Shortlists mehrerer Literaturpreise (De Gouden Uil, Libris-Literaturpreis, AKO-Literaturpreis) und gewann den De Gouden Uil-Publikumspreis. Damit wurde Tom Lanoye den statistischen Angaben der Website Boek.be zufolge zum best verkaufenden Autor des niederländischen Sprachraums. 2011 wurde das Buch nominiert für den Boek-Delenprijs, der für das Leseklub-Buch des Jahres verliehen wird. Sprakeloos wurde im gleichen Jahr mit dem Henriette-Roland-Holst-Preis ausgezeichnet. Das Buch fand seinen Weg nach Frankreich, Südafrika, Dänemark.
Auf Cobra, der Website für Kunst und Kultur des belgischen Fernsehsenders Vlaamse Radio- en Televisieomroep, wurde 2011 Bloed en Rozen und De Russen! unter die besten 11 Bühnenproduktionen des Jahres gewählt. Lanoye schrieb diese Stücke für Het Toneelhuis (Guy Cassiers/Festival von Avignon) und Ivo van Hove (Toneelgroep Amsterdam/Holland Festival). Beide Aufführungen wurden gelobt, u. a. in der Financial Times und in Le Monde. Lanoyes Theatertexte Mamma Medea und Atropa wurden aufgeführt, u. a. in München, Hamburg und Frankfurt.
Im Auftrag der niederländischen Organisation für Leseförderung Stichting CPNB schrieb Tom Lanoye 2012 die Novelle Heldere hemel („Heiterer Himmel“), das die Käufer in der Buchwoche geschenkt bekommen (Boekenweekgeschenk). Tom Lanoye ist der vierte belgische Schriftsteller, der dieses Geschenkbuch schreiben durfte, nach Hubert Lampo (1969), Marnix Gijsen (1978) und Hugo Claus (1989). Erstmals beteiligte sich auch der flämische Buchhandel an dieser Geschenkaktion.
2012 bekam Tom Lanoye von der Koninklijke Academie voor Nederlandse Taal- en Letterkunde den fünfjährlichen Preis für Bühnentexte in der Periode 2007–2011 für Atropa. De wraak van de vrede (2008, „Atropa. Die Rache des Friedens“) verliehen. Im Herbst 2012 war Lanoye eine Woche lang Gastdozent an der Pariser Universität Sorbonne, wo er sechs Vorlesungen über flämische und niederländische Literatur hielt.
Bei der Wahl des populärsten klassischen Werks der flämischen Literatur im Jahr 2012 belegte sein Roman Sprakeloos (2009) den dritten Platz, nach Louis Paul Boons De Kapellekensbaan (1953, „Der Kapellekensweg“) und dem mittelniederländischen Epos Van de vos Reynaerde (Fuchs Reinaert) aus dem 13. Jahrhundert.
2013 wurde Lanoye für Les Boîtes en Carton, die französische Version von Kartonnen dozen, zusammen mit  Julian Barnes und Amin Maalouf für den Prix Jean Monnet de Littérature européenne nominiert.

## Soloprogramme
Abgesehen von seinen Theaterstücken trat Lanoye mit seinen Texten auf belgischen und niederländischen Bühnen auf. Er las dabei aus seinen eigenen Werken vor. Diese Auftritte sind jedoch keine Autorenlesungen, sondern erinnern eher an die One-Man-Show eines Kabarettisten.
- Jamboree (1982–1984)
- Een slagerszoon met een brilletje (1986)
- In de piste (1988–1989)
- Kartonnen dozen (1992)
- Gespleten en bescheten (1997–1999)
- The very best of the artist formerly known as a young man (1998)
- Ten oorlog – De solo (2000)
- Veldslag voor een man alleen (2003–2004)
- Geletterde Mensen (2006), zusammen mit Antjie Krog
- Woest (2008) 50 jaar Lanoye
- Woest (2010) (vorläufige) zweite Abschiedstournee eines unverbesserlichen literarischen Divo.[3]
- Sprakeloos (2012)[4]

## Bibliografie

### Niederländisch

#### Theaterstücke
- 1989: De Canadese Muur (Theater, zusammen mit Herman Brusselmans)
- 1991: Blankenberge (Theater)
- 1991: Bij Jules en Alice (Theater)
- 1993: De schoonheid van een total loss (Theater)
- 1993: Celibaat (Theater, nach Gerard Walschap)
- 1997: Ten oorlog[5]
- 2001: Mamma Medea (Theater, nach Euripides und Apollonios van Rhodos)
- 2003: Veldslag voor een man alleen (Theater)
- 2004: Diplodocus Deks (Theater)
- 2004: De Jossen (Theater)
- 2005: Fort Europa (Theater)
- 2006: Mefisto for ever (Theater, frei nach dem Roman Mephisto von Klaus Mann) Dirk Roofthooft erhielt für die Hauptrolle den Louis d’Or.
- 2008: Atropa. De wraak van de vrede (Theater, frei nach Euripides, George Bush, Donald Rumsfeld und Curzio Malaparte)
- 2008: Alles eender (ganzenpas) (Theater)
- 2011: Bloed en Rozen[6]
- 2011: De Russen! Ivanov meets Platonov (Theater, frei nach Anton Tschechow)[7]

#### Lyrik
- 1980: Maar nog zo goed als nieuw (Lyrik)
- 1981: Neon! Een elegisch rockgedicht (Lyrik)
- 1982: Gent-Wevelgem (Lyrik)
- 1983: De nagelaten gedichten (Lyrik)
- 1983: De glazen klomp (Lyrik)
- 1984: In de piste (Lyrik)
- 1984: Bagger (Lyrik)
- 1990: Hanestaart (Lyrik)
- 2002: Niemands Land, Gedichten uit de Groote Oorlog, Prometheus, Amsterdam (enthält u. a. eine freie Übersetzung von „Dulce et Decorum est“ aus dem Jahr 1917 von Wilfred Owen)
- 2004: Overkant (Lyrik)
- 2005: Stadsgedichten (Lyrik)
- 2005: De meeste gedichten (Lyrik)

#### Romane
- 1988: Alles moet weg (Roman)
- 1991: Kartonnen dozen (Roman)
- 1997: Het goddelijke monster (Roman)
- 1999: Zwarte Tranen (Roman, Gouden Uil-Publikumspreis 2000)
- 2002: Boze Tongen (Roman, Gouden Uil, Gouden Uil –Publikumspreis 2003 und Inktaap 2005)
- 2006: Het derde huwelijk (Roman)
- 2009: Sprakeloos (Roman)

#### Essays und Kolumnen
- 1983: Rozegeur en Maneschijn (Essays)
- 1989: Vroeger was ik beter (Essays)
- 1992: Doen! (Kolumnen/Essays)

#### Erzählungen
- 1985: Een slagerszoon met een brilletje (Erzählungen)
- 1994: Spek en bonen (Erzählungen)
- 2012: Heldere hemel (basierend auf dem Flugzeugunglück bei Kortrijk)  (Boekenweekgeschenk, 2012)

#### Kritiken
- 1986: Het cirkus van de slechte smaak (Kritiken)
- 1989: Gespleten en bescheten (Kritiken)
- 1994: Maten en gewichten (Kritiken)
- 2001: Tekst & uitleg/Woorden met vleugels (Kritiken)
- 2004: Het vroegste vitriool (Kritiken)
- 2004: Vitriool voor gevorderden (Kritiken)
- 2007: Schermutseling (Kritiken)

### Deutsch
- Atropa. Die Rache des Friedens (Übersetzung von Rainer Kersten), Verlag der Autoren Frankfurt a. M., 99 Seiten, ISBN 978-3-88661-331-1.
- Gas / Königin Lear. Zwei Stücke (Übersetzung von Rainer Kersten), Verlag der Autoren Frankfurt a. M., 180 Seiten, ISBN 978-3-88661-379-3.
- Mamma Medea / Mefisto forever. Zwei Stücke (Übersetzung von Rainer Kersten), Verlag der Autoren Frankfurt a. M., 206 Seiten, ISBN 978-3-88661-303-8.
- Schlachten! Nach den Rosenkriegen von William Shakespeare (Übersetzung von Rainer Kersten u. Klaus Reichert), Verlag der Autoren Frankfurt a. M., 344 Seiten, ISBN 978-3-88661-210-9.

## Auszeichnungen (Auswahl)
- 1992: Humo’s Gouden Bladwijzer für Kartonnen dozen
- 1994: Theaterpreis der Provinz Antwerpen für Blankenberge
- 1995: Arkpreis van het Vrije Woord für Maten en gewichten
- 1998: Océ Podiumpreis für Ten oorlog
- 1998: Prosceniumpreis für Ten oorlog
- 1999: Thaliapreis für Ten oorlog
- 1998: Humo’s Gouden Bladwijzer für Het goddelijke monster
- 2000: Dreijährlicher Preis der flämischen Gemeinschaft für Theaterliteratur für Ten oorlog
- 2000: 3sat-Preis beim Theatertreffen Berlin für Schlachten! (Ten oorlog)
- 2000: De Gouden-Uil-Publikumspreis für Zwarte Tranen
- 2000: Humo’s Gouden Bladwijzer für Zwarte Tranen
- 2003: De Gouden-Uil-Literaturpreis für Boze Tongen
- 2003: De Gouden Uil-Publikumspreis für Boze Tongen
- 2004: De Inktaap für Boze tongen
- 2005 belegte Lanoye Platz 84 in der flämischen Ausgabe der Fernsehsendung De Grootste Belg.
- 2007: De Gouden Ganzenveer für sein Œuvre
- 2010: De Gouden-Uil-Publikumspreis für Sprakeloos
- 2010: Tzumpreis für den besten Satz (aus Sprakeloos)
- 2011: Henriette Roland Holst-Preis für Sprakeloos
- 2012: Fünfjährlicher Preis für Bühnentexte der Koninklijke Academie voor Nederlandse Taal- en Letterkunde für Atropa. De wraak van de vrede
- 2013: Constantijn Huygensprijs